# Aurora 23
Aurora 23 var den största militärövningen i Sverige på 34 år, sedan Sydfront 89. Övningen pågick mellan den 17 april och den 11 maj 2023. Totalt deltog 26 000 män och kvinnor i övningen som bestod av 14 deltagande länder och som involverade samtliga stridskrafter och försvarsgrenar. Deltagande nationer utöver Sverige var USA, Storbritannien, Danmark, Norge, Finland, Frankrike, Tyskland, Österrike, Polen, Ukraina, Estland, Lettland och Litauen.
Övningsscenariet var att en främmande makt anföll Sverige den 24 april.

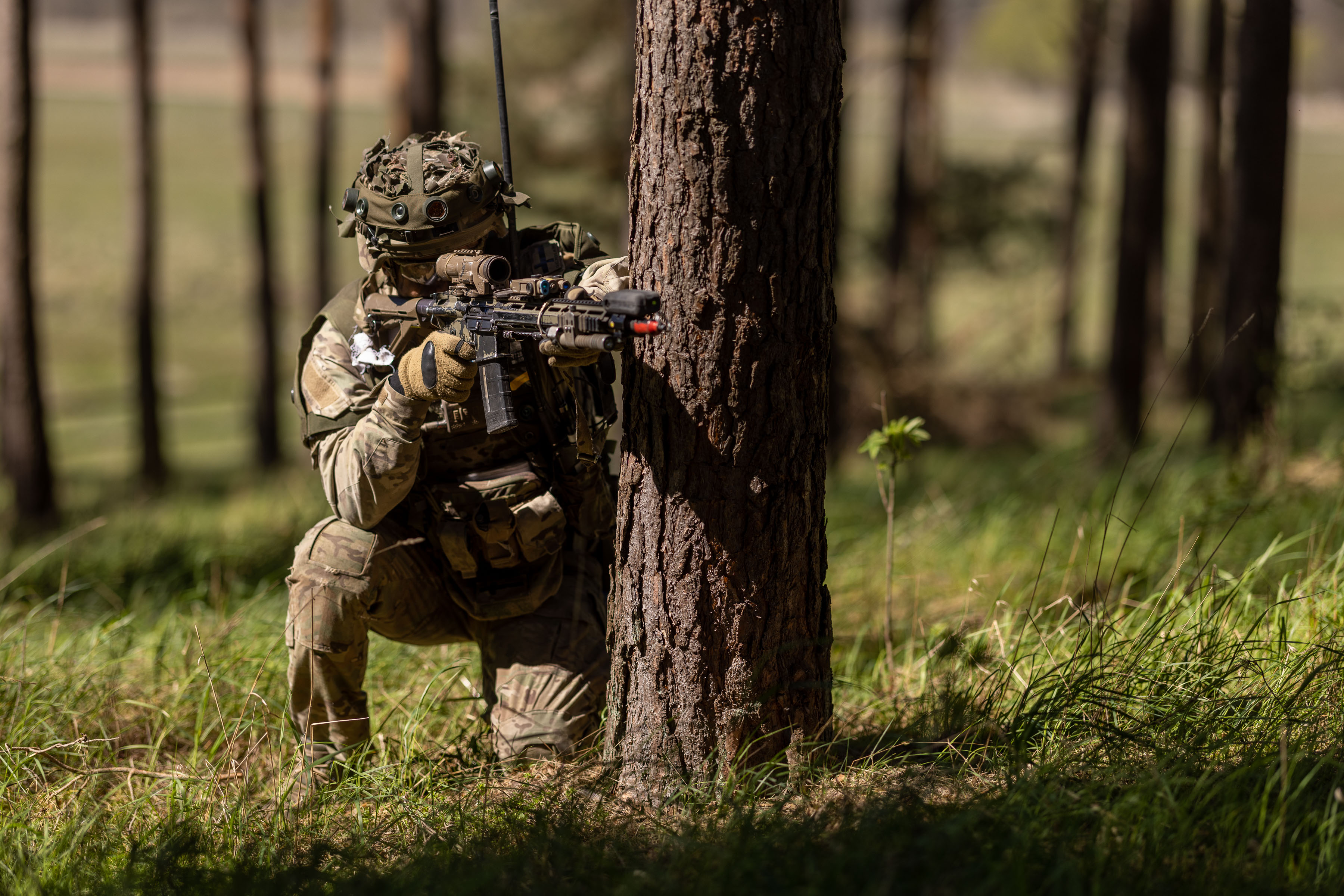
En dansk soldat under Aurora 23, 9 maj

## Bildgalleri

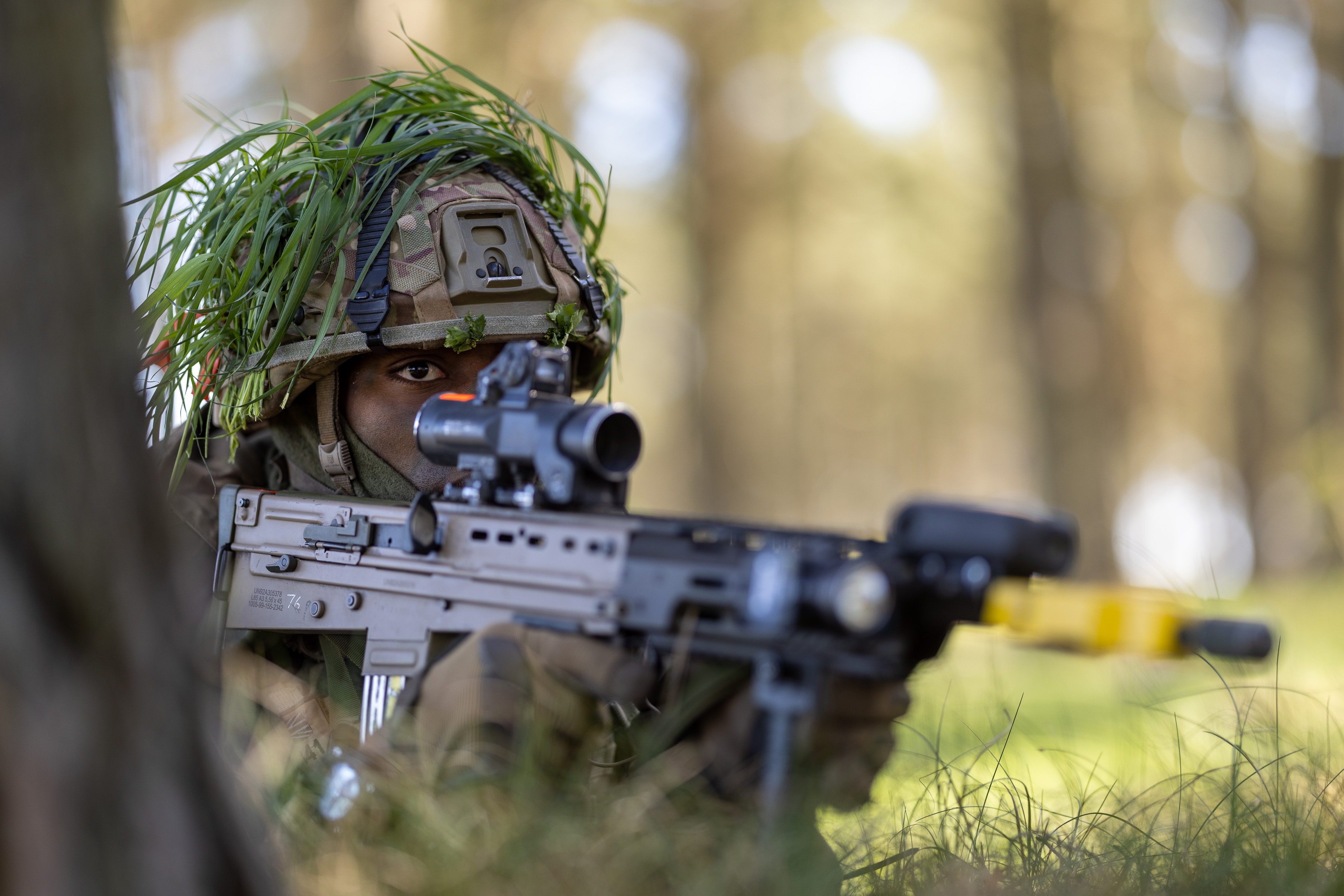
Brittisk soldat gömmer sig i terrängenTilläggsmärket till stridsuniformen som bars av personalen som deltog i övningen
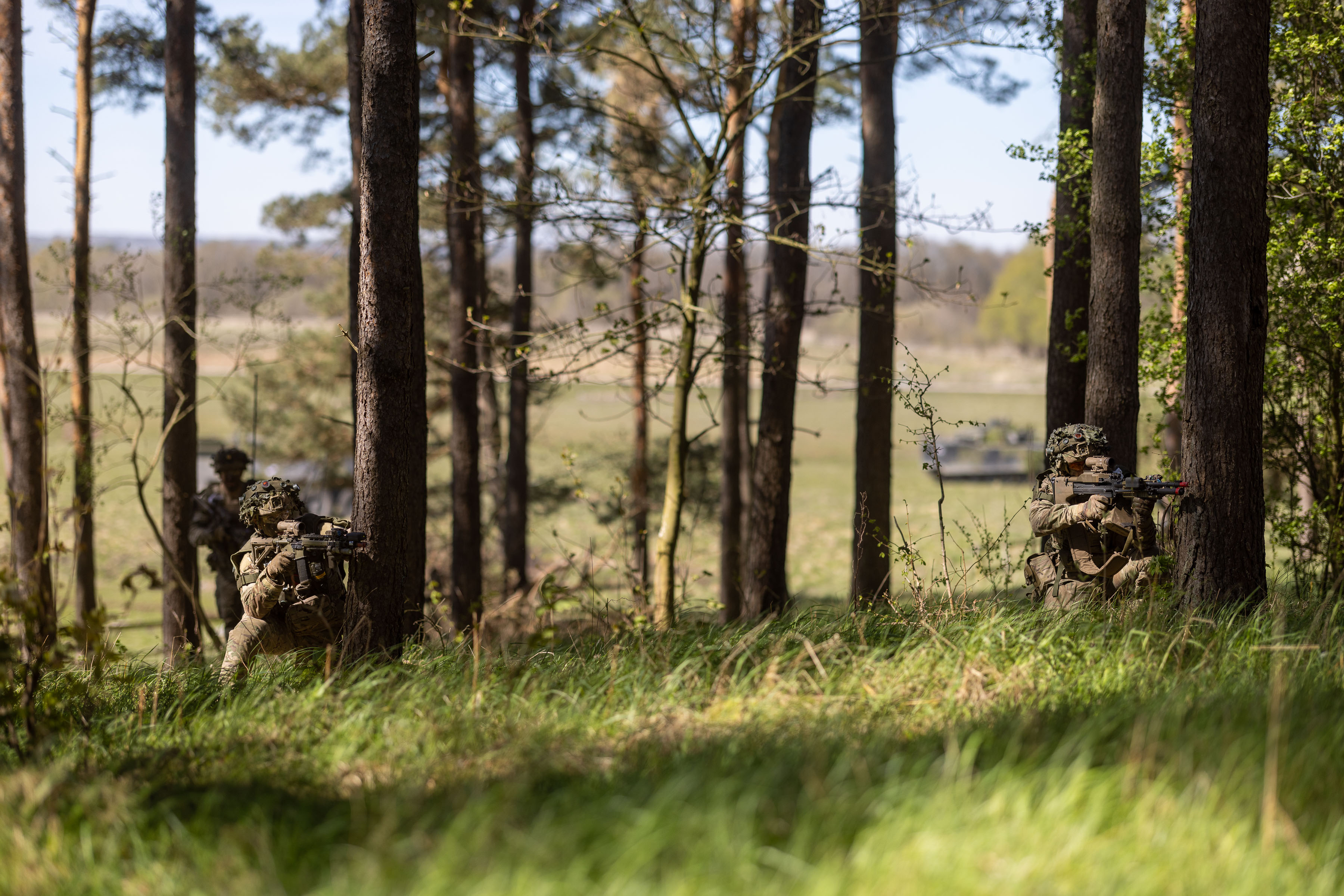
Danska soldater i strid
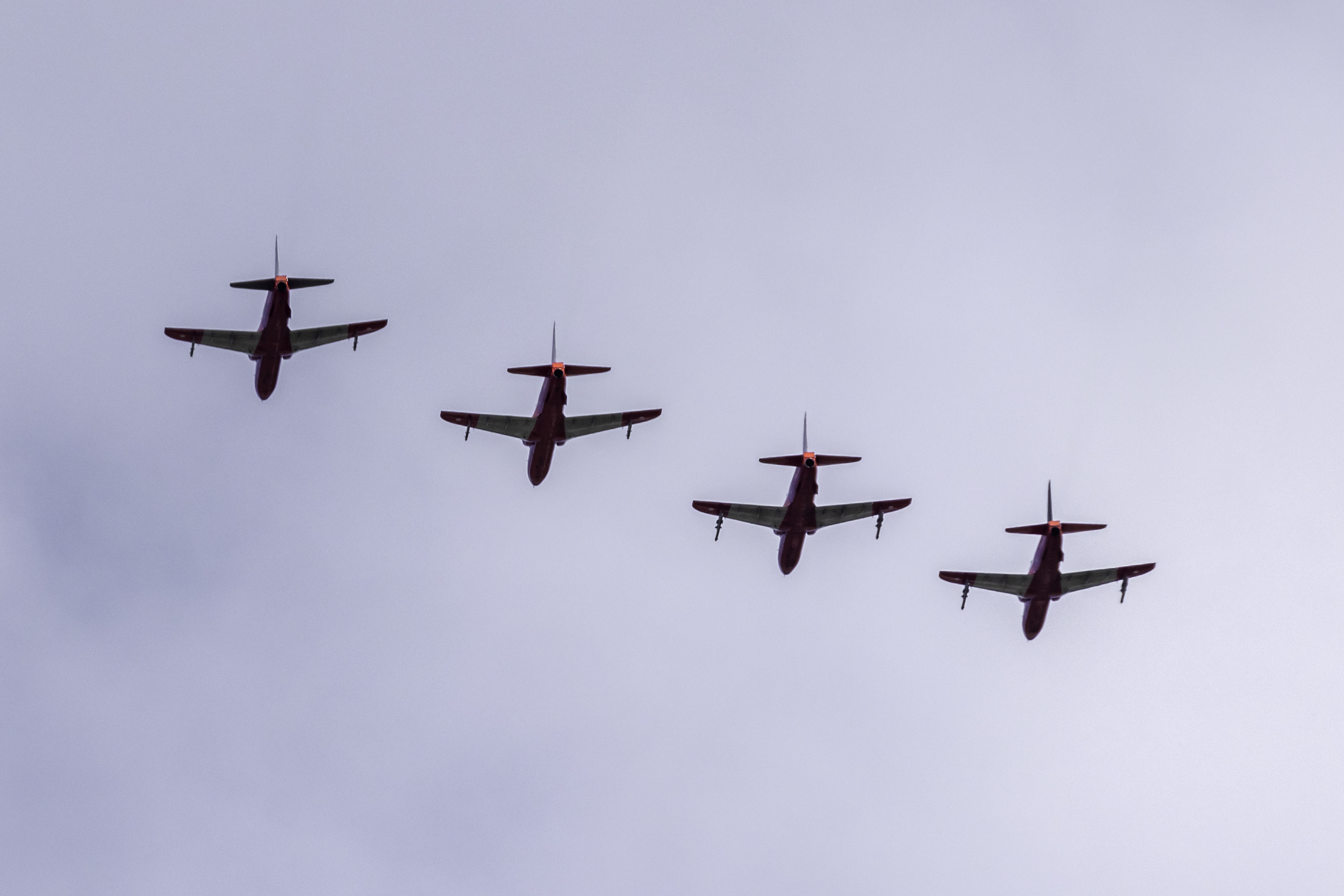
Fyra BAE Hawks flyger över Visby
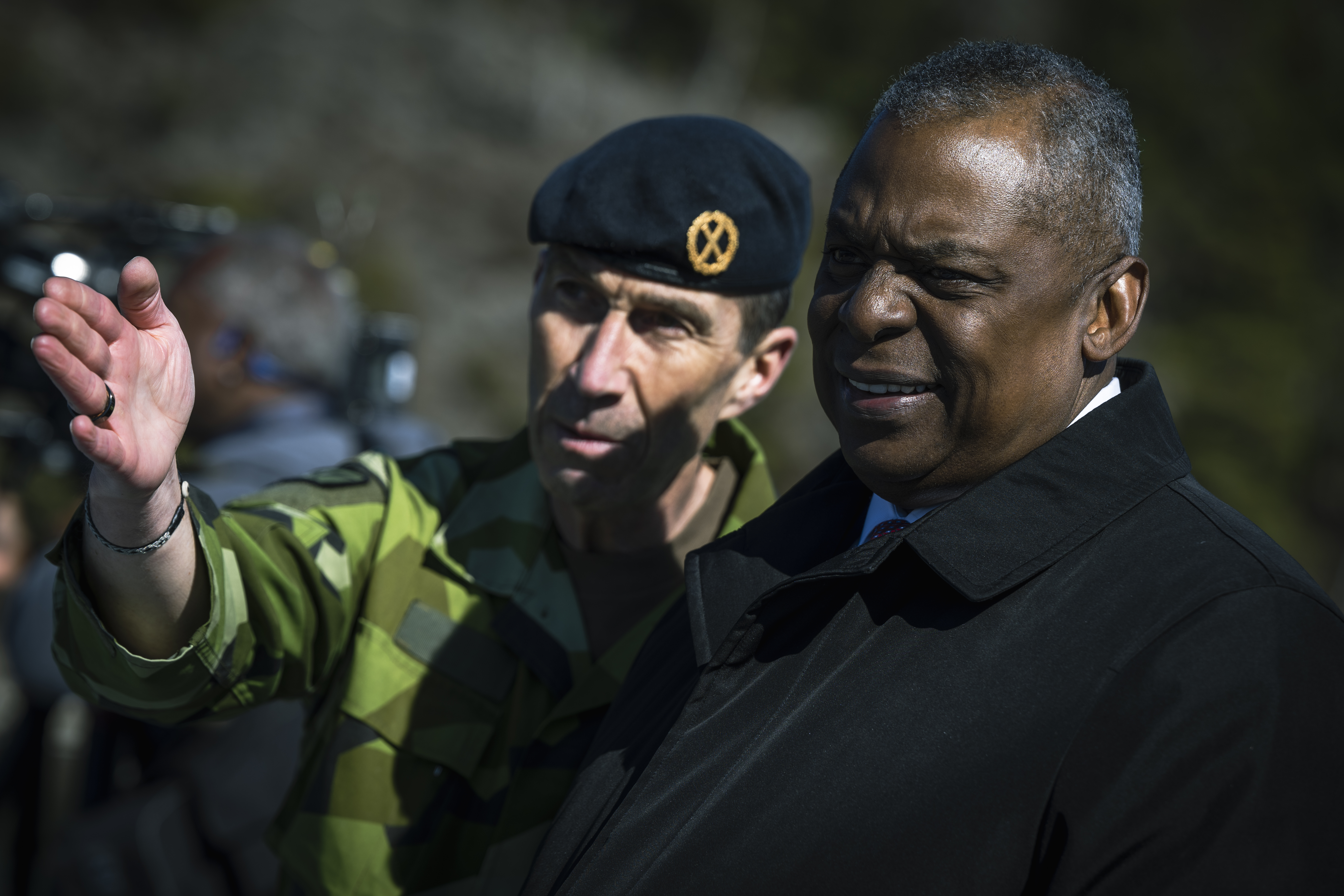
Överbefälshavare Micael Bydén och USA:s försvarsminister Lloyd Austin vistar HMS Härnösand (K33)
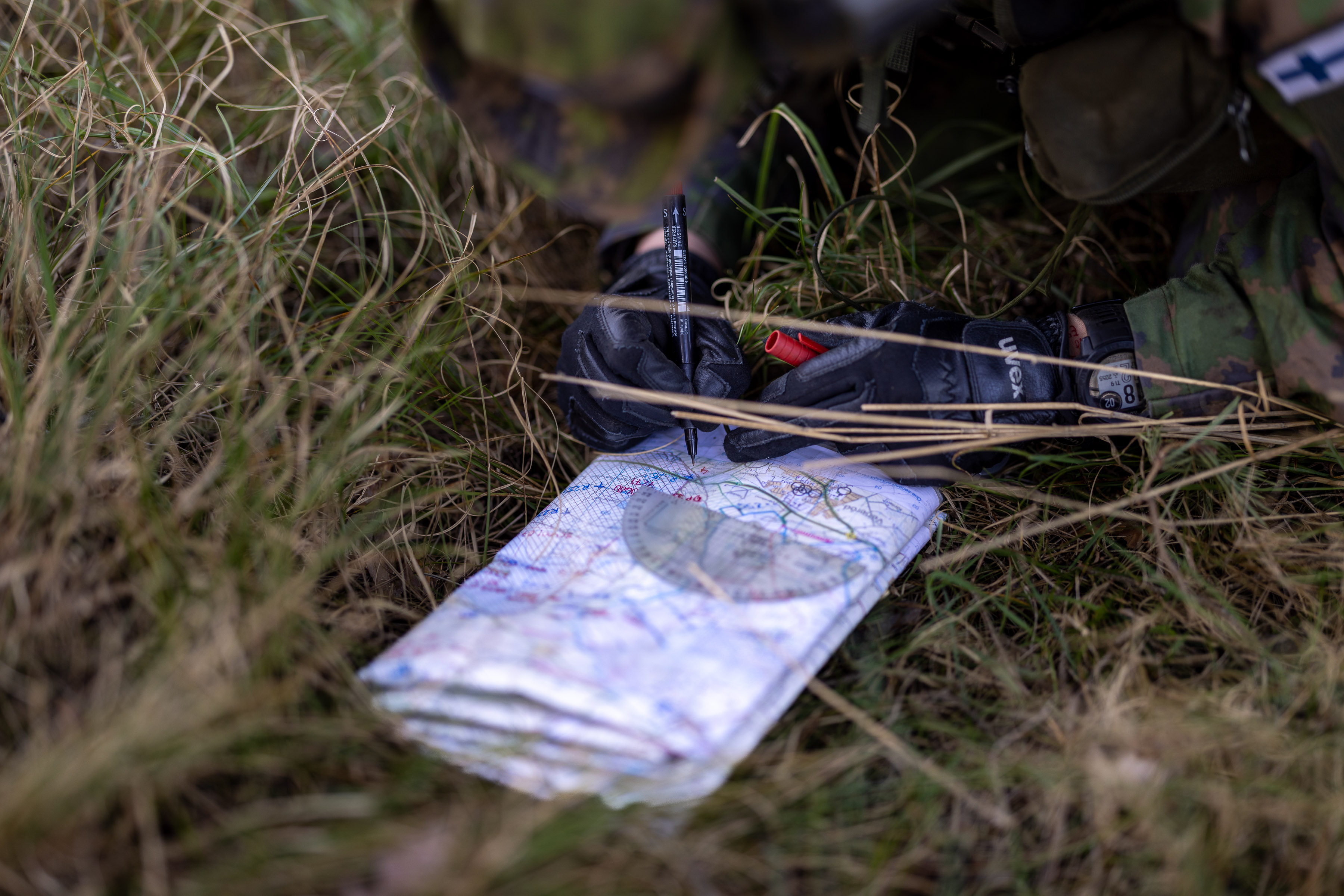
En finsk kvinnlig soldat använder sig av sin karta
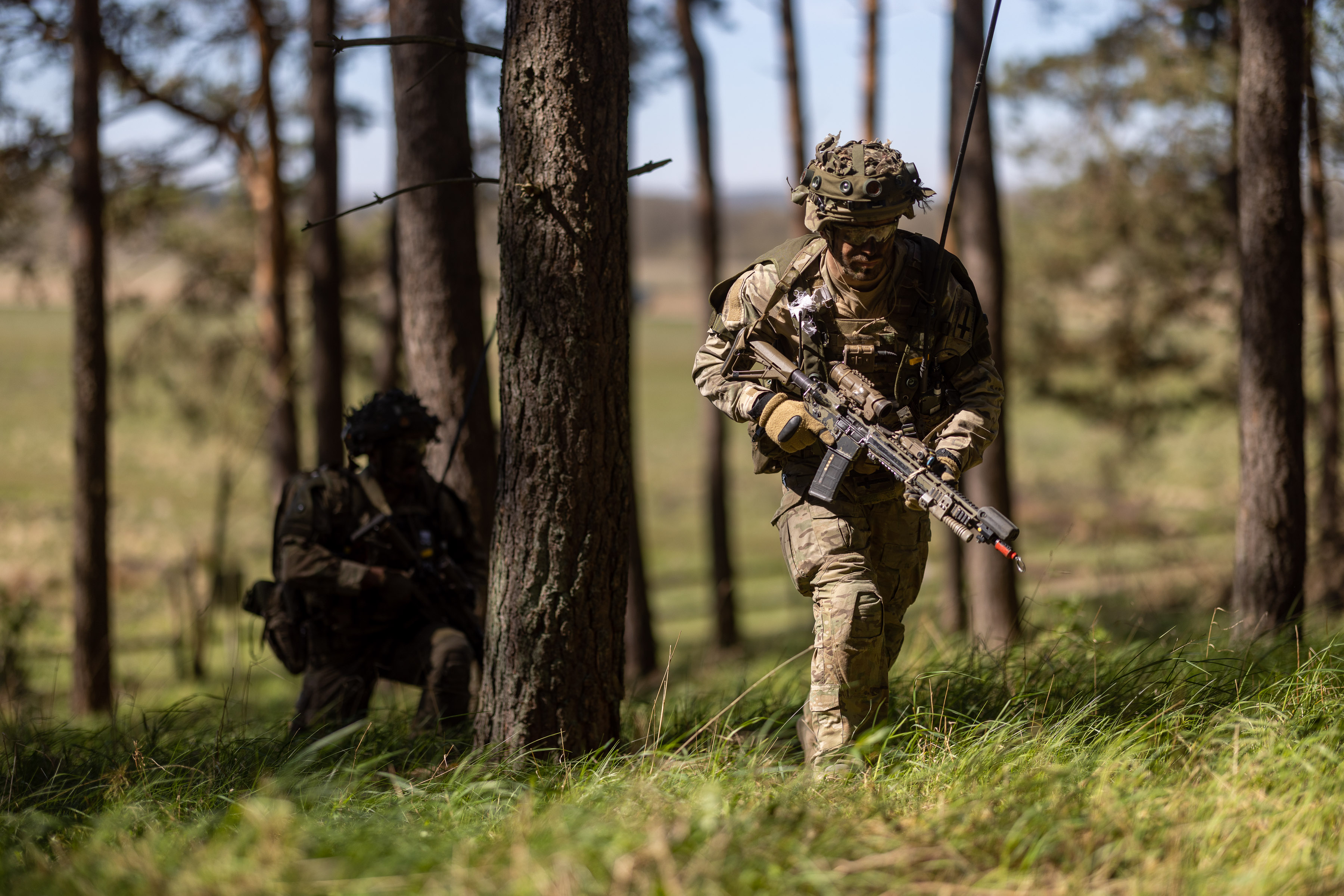
Danska soldater rycker fram i terrängen
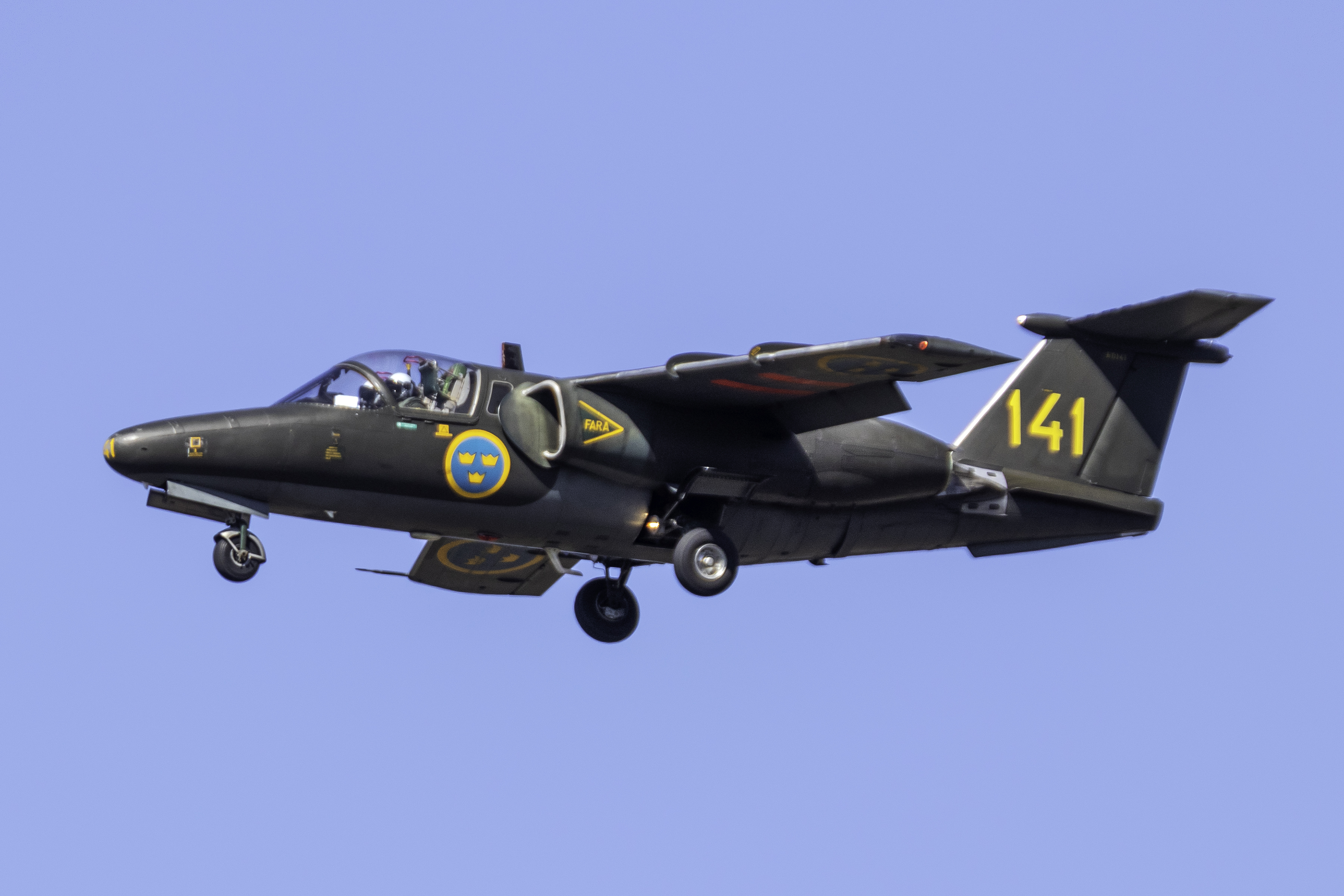
Ett svenskt Saab 105 flyger över Gotland
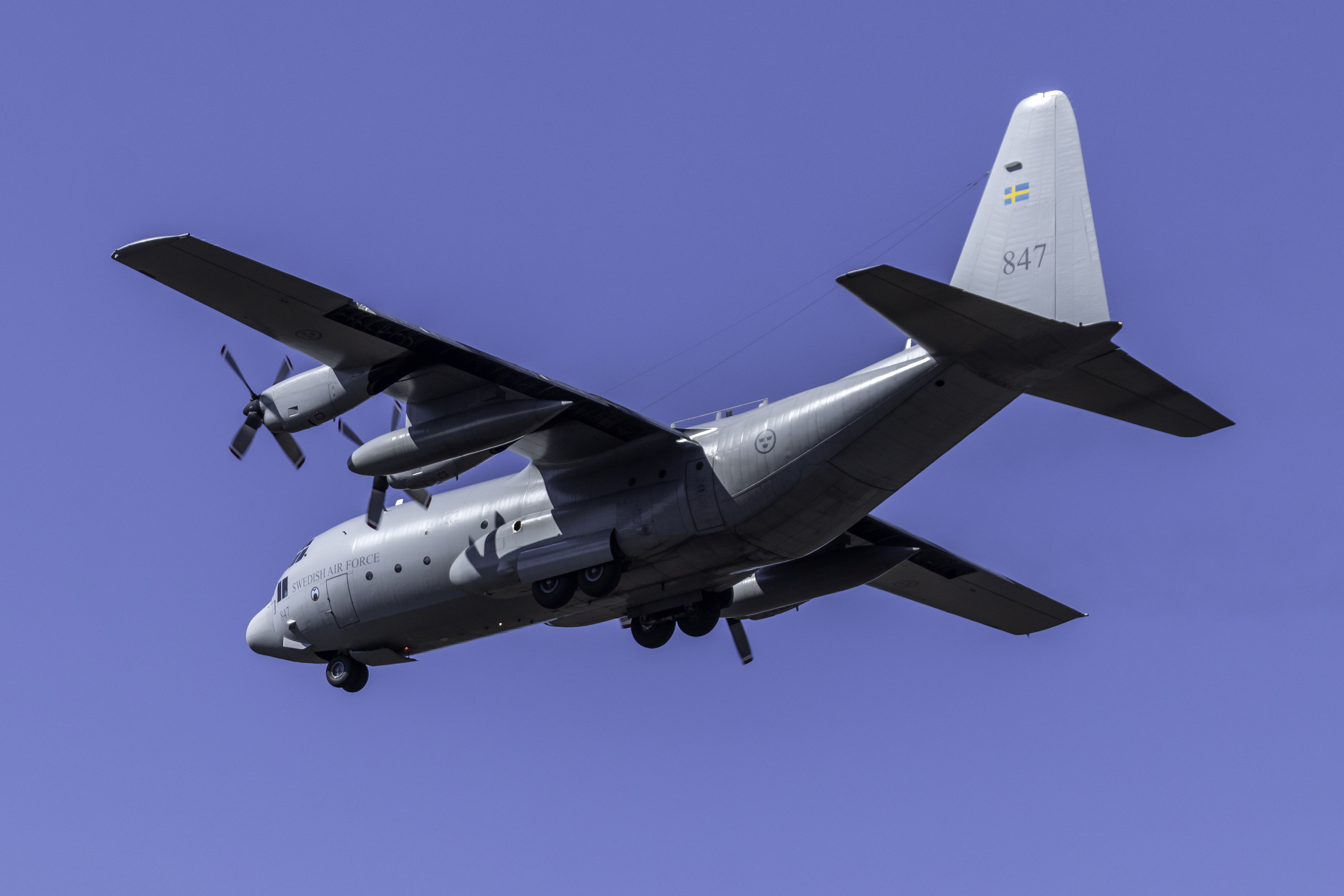
Ett svenskt TP 84 Hercules flyger över Visby